# Atletica leggera ai Giochi mondiali militari
L'atletica leggera è una delle discipline presenti nel programma dei quadriennali Giochi mondiali militari sin dal 1995, anno della prima edizione dei Giochi.

## Edizioni
| Edizione | Anno            | Luogo          | Gare |
| -------- | --------------- | -------------- | ---- |
| I        | 1995 (dettagli) | Roma           | 30   |
| II       | 1999 (dettagli) | Zagabria       | 32   |
| III      | 2003 (dettagli) | Catania        | 35   |
| IV       | 2007 (dettagli) | Hyderabad      | 36   |
| V        | 2011 (dettagli) | Rio de Janeiro | 35   |
| VI       | 2015 (dettagli) | Mungyeong      | 40   |
| VII      | 2019 (dettagli) | Wuhan          |      |

## Record dell'atletica leggera ai Giochi mondiali militari

### Uomini
| Gara                   | Record           | Atleta                                                                             | Nazionalità    | Data            | Edizione | Luogo          | Note  |
| ---------------------- | ---------------- | ---------------------------------------------------------------------------------- | -------------- | --------------- | -------- | -------------- | ----- |
| 100 m                  | 10"07 (+0,2 m/s) | Femi Ogunode                                                                       | Qatar          | 21 luglio 2011  | V        | Rio de Janeiro | [ 2 ] |
| 200 m                  | 20"31 (+0,1 m/s) | Aldemir da Silva Junior                                                            | Brasile        | 24 ottobre 2019 | VII      | Wuhan          | [ 3 ] |
| 400 m                  | 45"18            | Yousef Masrahi                                                                     | Arabia Saudita | 6 ottobre 2015  | VI       | Mungyeong      | [ 4 ] |
| 800 m                  | 1'45"60          | Ali Al-Deraan                                                                      | Arabia Saudita | 6 ottobre 2015  | VI       | Mungyeong      | [ 4 ] |
| 1500 m                 |                  |                                                                                    |                |                 |          |                |       |
| 3000 m                 |                  |                                                                                    |                |                 |          |                |       |
| 5000 m                 | 13'06"17         | Mark Kiptoo                                                                        | Kenya          | 23 luglio 2011  | V        | Rio de Janeiro | [ 5 ] |
| 10000 m                | 27'41"76         | El-Hassan El-Abbassi                                                               | Bahrein        | 5 ottobre 2015  | VI       | Mungyeong      | [ 4 ] |
| Maratona               | 2h08'28"         | Shumi Dechasa                                                                      | Bahrein        | 27 ottobre 2019 | VII      | Wuhan          |       |
| 110 m ostacoli         | 13"32            | Staņislavs Olijars                                                                 | Lettonia       | agosto 1999     | II       | Zagabria       |       |
| 400 m ostacoli         | 48"75            | Thomas Goller                                                                      | Germania       | agosto 1999     | II       | Zagabria       |       |
| 3000 m siepi           | 8'14"13          | Saad Shaddad Al-Asmari                                                             | Arabia Saudita | settembre 1995  | I        | Roma           |       |
| Salto in alto          | 2,31 m           | Majd Eddin Ghazal                                                                  | Siria          | 5 ottobre 2015  | VI       | Mungyeong      | [ 4 ] |
| Salto con l'asta       | 5,81 m           | Pawel Wojciechowski                                                                | Polonia        | 23 luglio 2011  | V        | Rio de Janeiro | [ 6 ] |
| Salto in lungo         |                  |                                                                                    |                |                 |          |                |       |
| Salto triplo           | 16,93 m          | Mykola Savolaynen                                                                  | Ucraina        | ottobre 2007    | IV       | Hyderabad      |       |
| Getto del peso         | 22,36 m          | Darlan Romani                                                                      | Brasile        | 22 ottobre 2019 | VII      | Wuhan          | [ 7 ] |
| Lancio del disco       | 65,97 m          | Piotr Małachowski                                                                  | Polonia        | ottobre 2007    | IV       | Hyderabad      |       |
| Lancio del martello    | 79,76 m          | Andrij Skvaruk                                                                     | Ucraina        | agosto 1999     | II       | Zagabria       |       |
| Lancio del giavellotto |                  |                                                                                    |                |                 |          |                |       |
| 10 km marcia (pista)   | 39'29"45         | Alessandro Gandellini                                                              | Italia         | dicembre 2003   | III      | Catania        |       |
| 20 km marcia (pista)   | 1h21'42"         | Aigars Fadejevs                                                                    | Lettonia       | agosto 1999     | II       | Zagabria       |       |
| 50 km marcia (strada)  | 3h51'56"         | Wang Qin                                                                           | Cina           | 25 ottobre 2019 | VII      | Wuhan          | [ 8 ] |
| 4×100 m                | 38"65            | Rodrigo do Nascimento Aldemir da Silva Júnior Derick Silva Paulo André de Oliveira | Brasile        | 24 ottobre 2019 | VII      | Wuhan          | [ 9 ] |
| 4×400 m                | 3'02"78          | Marcin Jędrusiński Piotr Rysiukiewicz Jacek Bocian Robert Maćkowiak                | Polonia        | agosto 1999     | II       | Zagabria       |       |

### Donne
| Gara                   | Record             | Atleta                                                               | Nazionalità | Data            | Edizione | Luogo          | Note   |
| ---------------------- | ------------------ | -------------------------------------------------------------------- | ----------- | --------------- | -------- | -------------- | ------ |
| 100 m                  | 11"17 (+1,6 m/s)   | Rosângela Santos                                                     | Brasile     | 6 ottobre 2015  | VI       | Mungyeong      | [ 4 ]  |
| 200 m                  | 23"01 (-0,4 m/s)   | Ana Cláudia Lemos                                                    | Brasile     | 23 luglio 2011  | V        | Rio de Janeiro | [ 10 ] |
| 400 m                  | 50"15              | Salwa Eid Naser                                                      | Bahrein     | 22 ottobre 2019 | VII      | Wuhan          | [ 7 ]  |
| 800 m                  | 1'59"99            | Natalija Lupu                                                        | Ucraina     | 5 ottobre 2015  | VI       | Mungyeong      | [ 4 ]  |
| 1500 m                 | 4'07"34            | Helena Javornik                                                      | Slovenia    | agosto 1999     | II       | Zagabria       |        |
| 5000 m                 | 15'10"69           | Mihaela Botezan                                                      | Romania     | dicembre 2003   | III      | Catania        |        |
| 10000 m                |                    |                                                                      |             |                 |          |                |        |
| Maratona               |                    |                                                                      |             |                 |          |                |        |
| 100 m ostacoli         | 12"95 (+0,3 m/s)   | Alina Talay                                                          | Bielorussia | 22 luglio 2011  | V        | Rio de Janeiro | [ 11 ] |
| 400 m ostacoli         | 55"12              | Aminat Jamal                                                         | Bahrein     | 24 ottobre 2019 | VII      | Wuhan          | [ 9 ]  |
| 3000 m siepi           | 9'19"24            | Winfred Yavi                                                         | Bahrein     | 22 ottobre 2019 | VII      | Wuhan          | [ 7 ]  |
| Salto in alto          | 2,01 m             | Marija Lasickene                                                     | Russia      | 23 ottobre 2019 | VII      | Wuhan          | [ 7 ]  |
| Salto in lungo         | 6,71 m             | Olga Rublyova                                                        | Russia      | settembre 1995  | I        | Roma           |        |
| Salto triplo           | 14,28 m (+1,0 m/s) | Ekaterina Koneva                                                     | Russia      | 6 ottobre 2015  | VI       | Mungyeong      | [ 4 ]  |
| Getto del peso         |                    |                                                                      |             |                 |          |                |        |
| Lancio del disco       | 64,83 m            | Feng Bin                                                             | Cina        | 24 ottobre 2019 | VII      | Wuhan          |        |
| Lancio del martello    | 74,87 m            | Zhang Wenxiu                                                         | Cina        | 7 ottobre 2015  | VI       | Mungyeong      | [ 4 ]  |
| Lancio del giavellotto | 63,03 m            | Zhang Li                                                             | Cina        | 25 ottobre 2019 | VII      | Wuhan          | [ 8 ]  |
| 5 km marcia (pista)    | 22'11"69           | Yelena Nikolayeva                                                    | Russia      | dicembre 2003   | III      | Catania        |        |
| 20 km marcia (strada)  | 1h30'03"           | Yang Jiayu                                                           | Cina        | 25 ottobre 2019 | VII      | Wuhan          | [ 8 ]  |
| 4×100 m                | 43"29              | Bruna Farias Vitória Cristina Rosa Lorraine Martins Rosângela Santos | Brasile     | 24 ottobre 2019 | VII      | Wuhan          | [ 9 ]  |
| 4×400 m                | 3'27"84            | Anna Kiełbasińska Małgorzata Hołub Joanna Linkiewicz Justyna Święty  | Polonia     | 26 ottobre 2019 | VII      | Wuhan          |        |